# Elizaveta Brener
Elizaveta Brener (17 marzo 2008) è una nuotatrice artistica russa.

## Biografia
Nel marzo del 2025 Brener ha ricevuto lo status di atleta neutrale dalla Federazione Internazionale di Nuoto, ciò le ha permesso di tornare a gareggiare a livello internazionale nonostante la squalifica della Russia in seguito alla invasione dell'Ucraina
Ha esordito nella Coppa del Mondo di nuoto artistico l'11 aprile 2025 a Hurghada, in Egitto, concludendo al terzo posto nella gara a squadre programma libero.

## Palmarès

### Coppa del Mondo
- 2 podi:
  - 1 secondo posto (1 nella gara a squadre)
  - 1 terzo posto (1 nella gara a squadre)